# Touba
Touba (Tuba) és una ciutat sagrada del Senegal, centre i capital de la confraria Muridiyya, situada al lloc d'un antic llogaret de la província del Baol, a 190 km a l'est de Dakar. Cada any dos milions de pelegrins assisteixen a l'anomenat Gran Magal. La ciutat de fet escapa del control de l'estat i esta administrada pel khalifa general i la milícia de la confraria, els Bay Fall. El seu nom voldria dir "Benedicció". La seva població actual (final del 2011) està propera als 600.000 habitants.
Amadu Bamba va fundar la confraria vers 1888; entre 1924 i 1927 va planejar la construcció d'una mesquita en aquell lloc que li serviria com a tomba. L'administració francesa ho va autoritzar el 1926, però els primers fons foren malversats per alguns adeptes; l'obra es va retardar (Bamba va morir el 1927) però va seguir sota el seu fill i successor Mamadu Mustafà Mbacke. Els fonaments es van acabar el 1932 i el 1939 les obres es van aturar; el 1947 van seguir i van acabar el 1963. El minaret té 96 metres amb quatre altres més petits i 14 cúpules i dues sales d'ablacions. L'edifici mesura 100 metres de llarg per 80 metres d'ample. El fundador i el seu fill hi són enterrats. Hi ha una biblioteca de 160.000 volums. Des de 1928 es van celebrar reunions dels caps de la muridiyya a Touba; la primera reunió fou anomenada primer Magal (anniversari en wolof) perquè es va fer al cap d'un any de la mort de Bamba. La reunió va esdevenir anual i es va convertir a partir de 1945 en una peregrinació massiva a la tomba. A la mort de Mustafà Mbacke el 1946 el va succeir el seu germà Falilu Mbacke, que va retardar un mes la data del Magal i la va passar al 18 safar que commemorava la marxa a l'exili (a Gabon) de Bamba, però un Petit Magal va subsistir pel dia de la mort. Llavors el Magal passà a ser el Gran Magal, que dura quatre dies.
La ciutat (estrictament encara està classificada com llogaret) és part del districte de Ndame al département de Mbacké, subdivisió de la regió de Diourbel. Però com a ciutat sagrada disposa de policia pròpia, i d'un reglament basat en la xaria segons l'escola jurídica maliquita estant prohibit beure alcohol o fumar. Les mercaderies arriben de Gàmbia i es venen sense taxes el que la converteix de fet en zona franca. Estava previst que al final del segle XX seria la segona ciutat del Senegal i que arribaria a 200.000 habitants, però les previsions foren superades àmpliament; els llogarets de les regions del Baol i Cayor es van buidar en favor de Touba. Fou la ciutat de màxim creixement amb taxes de creixement demogràfic de fins al 13% durant anys (actualment encara és el més alt del Senegal superant el 3%). El 2002 tenia 461.159 habitants i el 2007 eren 529.176 habitants.